# Grupo Serrana
O Grupo Serrana, ou Serrana Empreendimentos, é uma empresa brasileira do setor supermercadista com sede em Salvador, Bahia. Atualmente é uma das duas únicas redes soteropolitanas do setor varejista de supermercados, ao lado da Atakarejo. Opera com duas bandeiras distintas, a HiperIdeal (no segmento de lojas de vizinhança e concorrente do Bompreço e Perini) e a RedeMix. São lojas de supermercado e unidades de vendas ao atacado.
Os dois supermercados formaram, ao lado dos grupos Cogeali (Super Lar e Supermercado Litoral), Masani (Masani  Supermercado e Supermercado  Surpresa) e Ponto Verde (Ponto Verde Supermercado), uma grande central de compras em escala, a Rede Mixideal.

## História
Fundado pelo político e empresário sergipano João Gualberto, o grupo teve início em 1979 com Indústria de Produtos de Limpeza ATOL. As atividades na área de supermercados começaram com a compra de doze lojas da rede Petipreço, pertencentes ao Grupo Paes Mendonça de seu tio Mamede Paes Mendonça em 1991. Em 1997 a rede era a segunda maior da Bahia e em 1999 a rede Petipreço e Hiperpeti foi vendida para o grupo neerlandês Royal Ahold, o mesmo que adquiruiu o Bompreço de seu outro tio Pedro Paes Mendonça. Parte do contrato de venda foi o afastamento (não-concorrência) do ramo de supermercados no Norte e Nordeste do Brasil por cerca de quatro anos. Em 2001, fundou o primeiro hipermercado do Mato Grosso em Cuiabá e em 2004 voltou ao mercado baiano e abriu duas filiais da rede HiperIdeal em Salvador. Uma foi a de Stella Maris com oitocentos metros quadrados e a outra foi a de Piatã, com nove mil metros quadrados, perfil de hipermercado e área gastronômica.
O HiperIdeal possuía três lojas, 4 100 metros quadrados de área de vendas e 268 funcionários em 2005. Quatro anos depois subiu para dez, 10 039 e 1 111, respectivamente. Destaca-se a abertura das duas lojas da Pituba e a do Shopping Paralela. Sobre o faturamento do período, houve crescimento de 243,83% no quadriênio, sendo decréscimo de 8,95% em 2006 frente a 2005 e variações positivas de dois dígitos nos três demais, 79% (2007), 60% (2008) e 31% (2009).
Em 2010, a empresa e seu dono estiveram envolvidos em controvérsia por conta do projeto de construir um hipermercado em zona de comércio e serviços da Área de Proteção Ambiental Litoral Norte (APA-LN) bem na entrada de Praia do Forte, em Mata de São João, de onde Gualberto exercia o mandato de prefeito e a cuja secretaria municipal de meio ambiente cabe emitir licença ambiental para autorização de construção de empreendimentos nessa zona.
Em 2011, foram vendidas duas lojas de atacado para o Cencosud/G Barbosa a fim de focar no ramo de hipermercados.
Nas eleições de 2014, a empresa apareceu na lista de bens declarados à justiça eleitoral de João Gualberto no valor de 2 058 960 reais.
No Prêmio Lojistas do Ano em 2018, promovido pela Câmara dos Dirigentes Lojistas (CDL) de Salvador, o supermercado Hiperideal venceu na categoria "Inovação", em razão de investimento tecnológico em loja no bairro do Canela. Nessa categoria concorriam também as empresas Coffetown e Singular Pharma. A premiação elegeu seis empresas de Salvador que se destacaram nas seis categorias em votação aberta ao público. Dos vencedores das seis categorias, foi escolhido o "Lojista do Ano", que ficou também com o Hiperideal